# Kanadische Badmintonmeisterschaft 1979
Die Kanadische Badmintonmeisterschaft 1979 fand im Frühjahr 1979 in Québec statt. Es war die 52. Auflage der nationalen kanadischen Titelkämpfe im Badminton.

## Titelträger
| Disziplin    | Sieger                                    |
| ------------ | ----------------------------------------- |
| Herreneinzel | John Czich, ON                            |
| Dameneinzel  | Wendy Carter, AB                          |
| Herrendoppel | Raphi Kanchanaraphi Dominic Soong, ON, QC |
| Damendoppel  | Wendy Carter Claire Backhouse, AB, BC     |
| Mixed        | Greg Carter Wendy Carter                  |